# Konstanty Piliński
Konstanty Piliński (ur. 1825, zm. 7 marca 1895) – poseł do Sejmu Krajowego Galicji III kadencji (1871–1876), właściciel dóbr Tarnowiec.
Wybrany w I kurii obwodu Tarnów, z okręgu wyborczego Tarnów w 1871, na miejsce Juliana Klaczko.

## Życiorys
Konstanty przez 2 lata studiował filozofię na Uniwersytecie Lwowskim, a następnie 2 lata prawo w Wiedniu. Studia przerwał, aby wziąć udział w Wiośnie Ludów w 1846 roku, za co spędził rok w więzieniu. W 1849 roku Konstanty obejmuje administrację rodzinnego majątku Tarnowiec. Był członkiem i prezesem Rady powiatowej w Jaśle. Był dyrektorem Galicyjskiego Towarzystwa Kredytowego Ziemskiego.

## Stosunki rodzinne
Pilińscy herbu Bełty pochodzili z powiatu pińskiego. Stanisław (zm. 1843), ojciec Konstantego był żonaty dwa razy. Po raz pierwszy z Henryką ze Stojowskich, po raz drugi z Ludwiką z Preków. Z drugą żoną miał trzech synów: Konstantego, Augusta i Tadeusza oraz dwie córki: Izabellę i Emilię
Konstanty w 1850 roku ożenił się z Marią Romerówną (zm. 1890). Mieli synów: Stanisława (zm. 1891), Kazimierza i Włodzimierza (1856-1912) którzy po jego śmierci odziedziczyli razem Tarnowiec oraz córki: Teofilę, Jadwigę, Amalię i Salomeę.